# Snelhechter

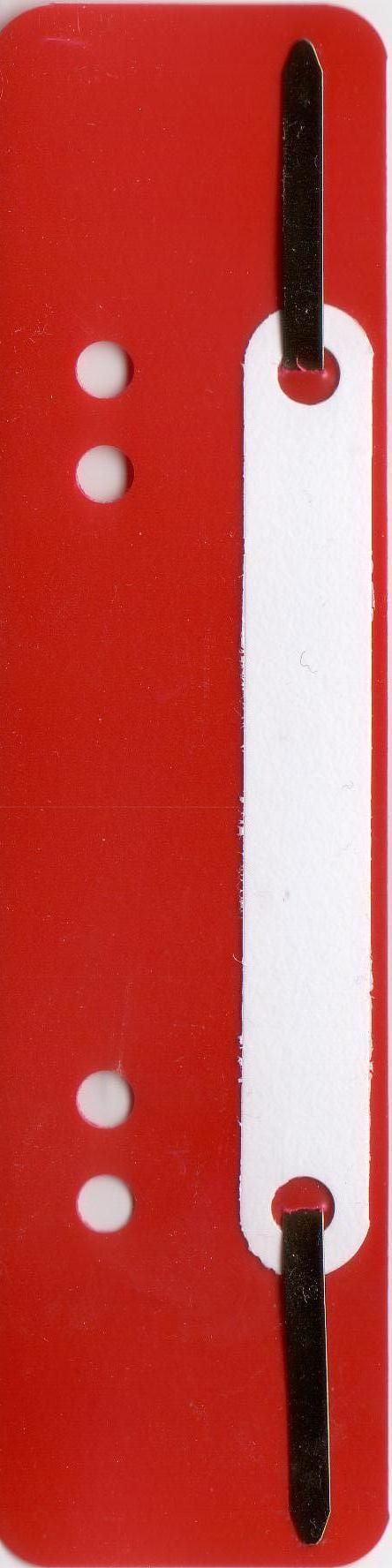
Kunststof snelhechter

Een snelhechter is een hulpmiddel waarmee papieren kunnen worden samengebracht tot een klein dossier.
De snelhechter bestaat uit een smalle metalen strip die is bevestigd aan een strook van karton of plastic. De uiteinden van de metalen strip zijn zo gebogen, dat zij door gaatjes passen die in de papieren zijn gemaakt met een perforator. Boven op de papieren kan de strip weer worden platgebogen, zodat deze de papieren bijeenhoudt. Meestal wordt een beschermstrook karton of plastic bijgeleverd om beschadiging van de papieren te voorkomen.
Bij uitbreiding wordt het woord snelhechter ook wel gebruikt voor een hechtmap.